# Just Good Friends
Just Good Friends – utwór z albumu Michaela Jacksona z 1987 roku zatytułowanego Bad. Jest to duet Jacksona ze Steviem Wonderem. Jest to jeden z dwóch utworów z albumu, który nie został wydany na singlu (drugim jest "Speed Demon"). Jest również jednym z dwóch utworów z płyty, których Jackson nie napisał samodzielnie (drugim jest "Man in the Mirror"). Utwór został napisany przez spółkę kompozytorską Terry'ego Brittena i Grahama Lyle'a. Solo organowe gra Stevie Wonder.
"Just Good Friends" zostało wykonane na żywo jeden jedyny raz, 20 listopada 1987, podczas trasy Bad World Tour. Na koncercie w australijskim Sydney, przed oczami 45 tys. fanów na Parramatta Stadium, pojawił się Stevie Wonder.

## Odbiór i krytyka
Sputnikmusic wychwalało "Just Good Friends" jako "jedna z wielu niedocenionych piosenek, która powinna stać się singlem". Strona doceniła również parę Stevie Wonder - Michael Jackson i współbrzmienie ich głosów.
Rolling Stone skrytykował "Just Good Friends" jako jedyny słaby punkt na Bad. Recenzent podkreśla, że to jedna z dwóch piosenek nie napisanych przez Jacksona.

## Informacje szczegółowe
- Słowa i muzyka: Terry Britten i Graham Lyle
- Wokale: Michael Jackson i Stevie Wonder
- Solo na syntezatorze: Stevie Wonder
- Perkusja: Ollie E. Brown, Humberto Gatica i Bruce Swedien
- Strojenie perkusji: Cornelius Mims
- Gitara: Michael Landau
- Saksofony: Kim Hutchcroft i Larry Williams
- Trąbki: Gary Grant i Jerry Hey
- Instrumenty perkusyjne: Paulinho Da Costa
- Synclavier: Christopher Currell
- Syntezatory: Michael Boddicker, Rhett Lawrence, Greg Phillinganes i Larry Williams
- Aranżacja rytmiczna, wokalna i aranżacja syntezatorów: Terry Britten, Graham Lyle i Quincy Jones
- Aranżacja sekcji dętej: Jerry Hey